# Хемостатичне екологічне угруповання
Хемостатичне екологічне угруповання (від хемо… і грец. states — стоячий, нерухомий) — угруповання живих організмів (біоценоз) із стійким рівнем обміну речовин і потоком енергії з середовищем.